# AirTrain Newark

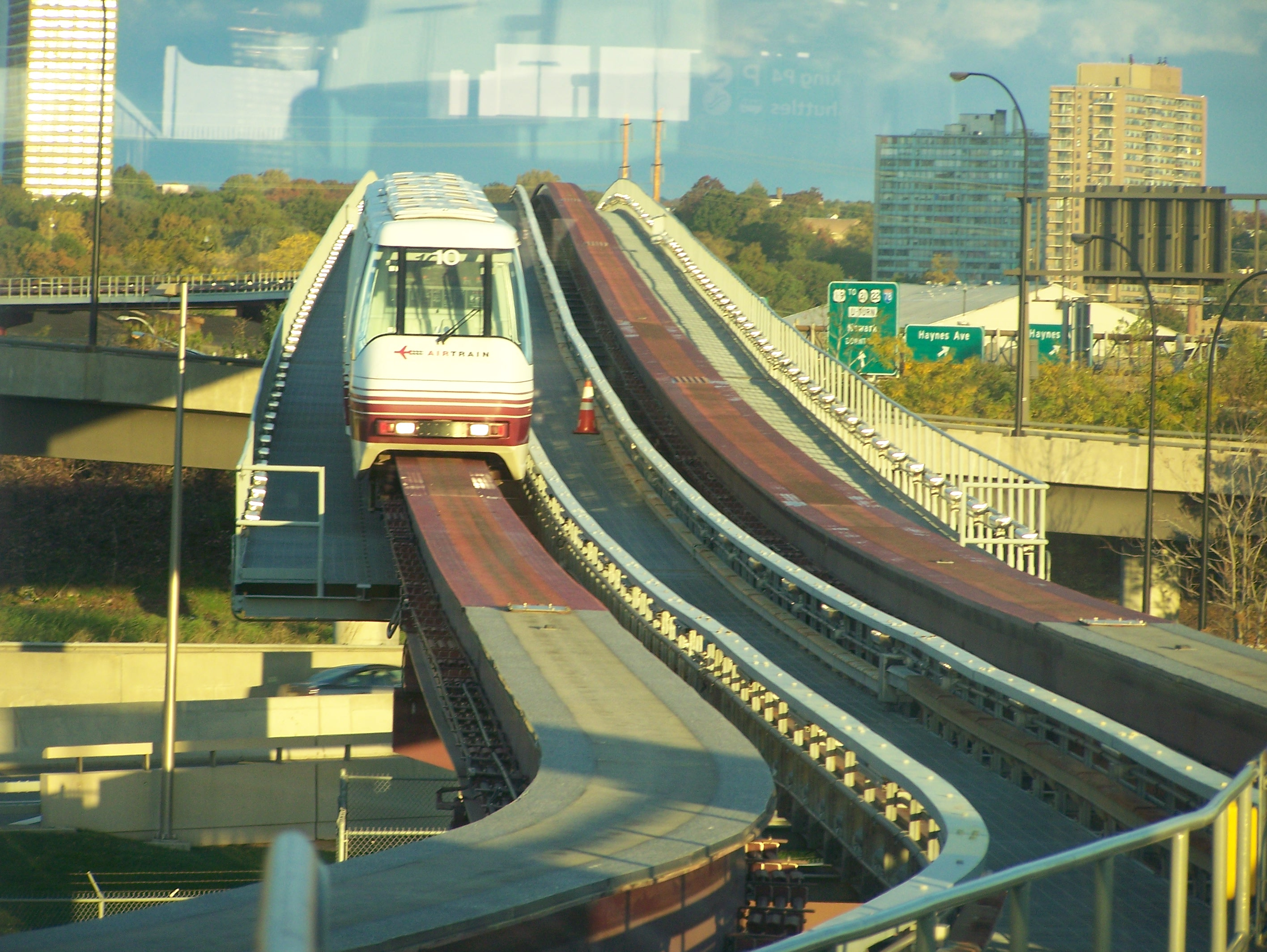
Monotrilho do Airtrain Newark deslocando-se sobre os trilhos do sistema

AirTrain Newark é um sistema de monotrilhos que faz a ligação entre o Aeroporto de Newark e a rede de trens e metrô de Nova Iorque.

## Características
Medindo 4.8km, este sistema de monotrilhos é de uso exclusivo aos usuários do Aeroporto Internacional de Newark, permitindo que os passageiros façam uma transferência de forma rápida e segura até o sistema de trens metropolitano. O sistema também faz a ligação interna entre os diferentes terminais do aeroporto, visto que, devido a sua grande extensão, seria um trajeto inviável de ser realizado a pé, sobretudo por passageiros portando malas de viagem e outros itens de bagagem. O sistema é totalmente automatizado, de modo que os trens não possuem maquinista. Sua operação é feita pela Port Authority of New York and New Jersey,, instituição que também opera o AirTrain JFK, sistema similar que atende o Aeroporto John Fitzgerald Kennedy.